# Leucauge quadrifasciata
Leucauge quadrifasciata är en spindelart som först beskrevs av Tord Tamerlan Teodor Thorell 1890.  Leucauge quadrifasciata ingår i släktet Leucauge och familjen käkspindlar. Inga underarter finns listade i Catalogue of Life.